# Zaginione pismo

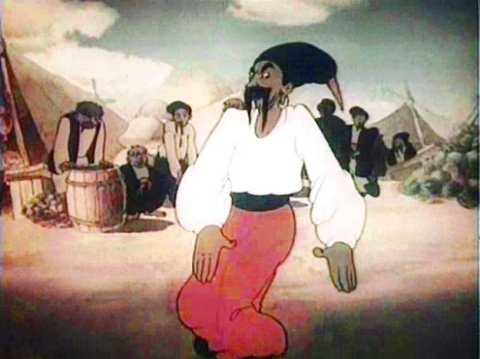
Zaginione pismo – kadr z filmu

Zaginione pismo (ros. Пропавшая грамота, Propawszaja gramota) – radziecki średniometrażowy film animowany z 1945 roku oparty na utworze Nikołaja Gogola o tej samej nazwie.

## Obsada (głosy)
- Michaił Janszyn
- Boris Liwanow
- Siergiej Martinson
- Leonid Pirogow
- Wasilij Kaczałow jako narrator

## Animatorzy
Aleksandr Bielakow, Nadieżda Priwałowa, Tatjana Fiodorowa, Łamis Briedis, Boris Diożkin, Tatjana Basmanowa, Faina Jepifanowa, Giennadij Filippow, Roman Dawydow, Piotr Riepkin